# 羅薩里奧鎮 (巴拉圭)
羅薩里奧鎮（西班牙語：Villa del Rosario），是巴拉圭的城鎮，位於該國中部，由聖佩德羅省負責管轄，始建於1787年5月27日，面積2,446平方公里，海拔高度61米，2002年人口11,623，人口密度每平方公里4.8人。
24°26′S 60°57′W / 24.433°S 60.950°W